# Ханютина
Ханютина — речка в Хиславичском районе Смоленской области, левый приток Березины. Длина — 10 километров, площадь водосбора — 25,9 км².
Начинается возле деревни Выдрица. Направление течения на северо-восток. Протекает через деревни Зарево и Печёрская Буда, недалеко от которых впадает в Березину.
На реке имеется пруд. В неё впадает несколько безымянных ручьёв.